# 布鲁马诺
布鲁马诺（義大利語：Brumano），是意大利贝加莫省的一个市镇。总面积8平方公里，人口96人，人口密度12.0人/平方公里（2009年）。国家统计（ISTAT）代码为016041。